# Nyílthalmaz

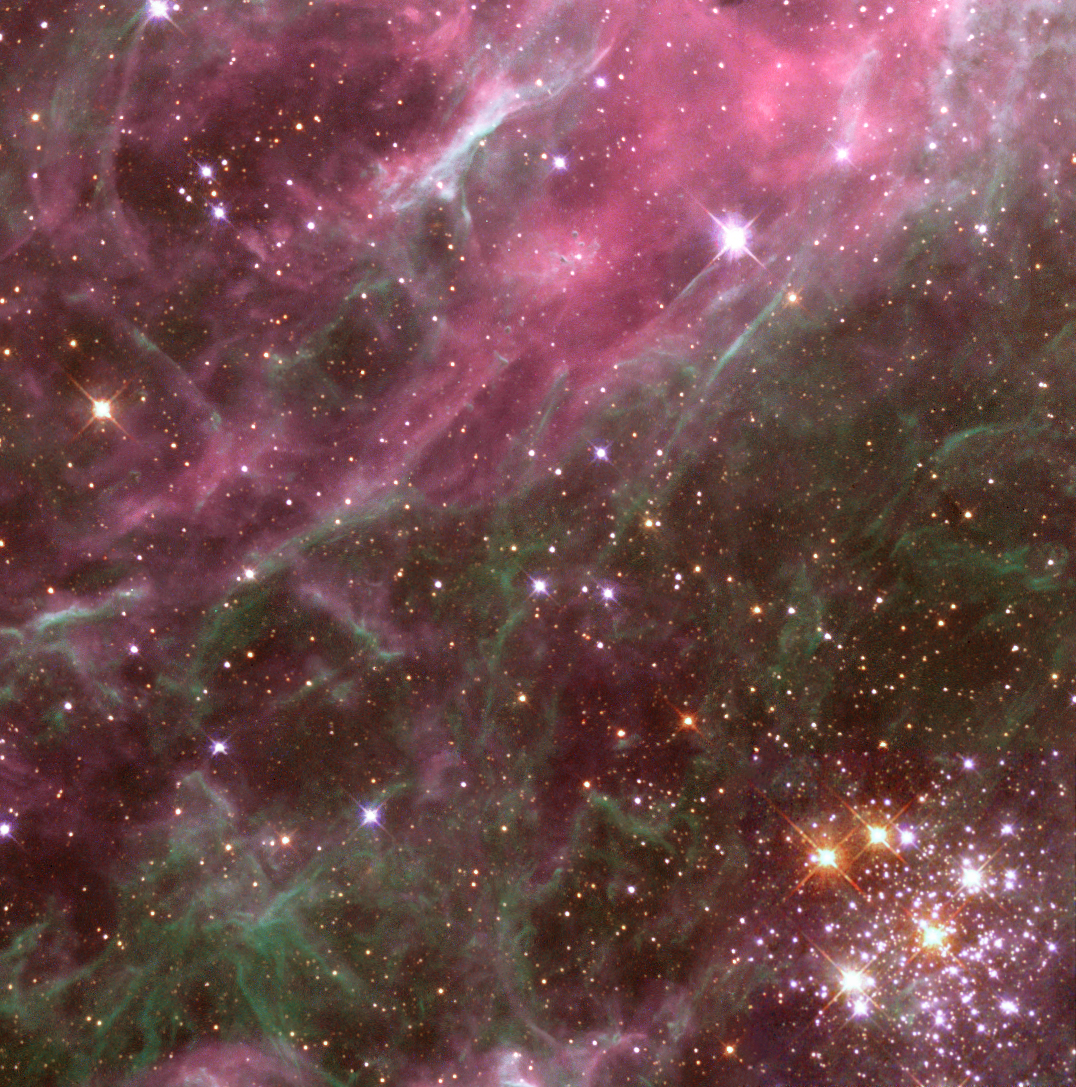
Nyílthalmaz a Nagy Magellán-felhőben lévő Tarantella-ködben

A nyílthalmaz csillagok olyan csoportja, amely egy közös csillagközi gázfelhőből alakult ki, és tagjai még mindig laza gravitációs kapcsolatban állnak egymással. Átmérőjük 1 – 20 parszek közötti; csillagaik száma a néhány tucatnyitól a néhány ezerig terjedhet. Többnyire csillagközi gáz- és porfelhők környezetében találhatóak. Néhányuk körül – mint az Orion-köd esetében – látványosabb a felhő mint az azt megvilágító, gerjesztő csillaghalmaz, mások esetében (például a Plejádok) viszont már csak a maradványai láthatóak. A Tejútrendszerben mintegy 1000 nyílthalmaz ismert, de a teljes szám ennek a tízszerese lehet. A fontosabb nyílthalmazok listája megtalálható a Messier-katalógusban.

## Osztályozásuk
A nyílthalmazokat három különböző módon lehet csoportosítani:

### A csillagok sűrűsége szerint
- erős csillagkoncentráció
- gyengébb, de még jól észrevehető csillagkoncentráció
- feltűnő csillagkoncentráció nélküli, de a háttércsillagok közül még kiemelkedő halmaz
- véletlenszerű csillagszám-növekedés benyomását keltő halmaz

### A csillagok száma szerint
- szegény (poor): 50-nél kevesebb csillagot tartalmaz
- átlagos (moderately): 50 és 100 közötti számú csillag
- gazdag (rich): 100-nál több csillagot tartalmazó halmaz

### A csillagok fényessége szerint
- nagyjából egyforma fényességű csillagokat tartalmaz
- egy szélesebb fényességtartományon belül egyenletesen oszlanak el a csillagok
- egyaránt tartalmaz nagyon fényes és nagyon halvány csillagokat is

Ezen kívül a nyílthalmazoknak van még egy kevésbé ismert csoportja: a mozgási halmaz

### A mozgási halmaz
- Laza felépítésű, viszonylag közel fekvő nyílthalmazok.
- a térbeli mozgásuk a meghatározható

Ennek alapján tagjaik, valamint a mezőcsillagok szétválasztása elvégezhető. Legjellemzőbb képviselője az UMa mozgási halmaz. (d~150pc, n~120, a Nap a belsejében van anélkül, hogy tagja lenne) Ilyen halmaz még például a Plejádok, a Hyadok, az Orion-, a Perseus-, a Skorpió-Kentaur- vagy a Herkules-áramlat.